# Фрегаты типа «Оливер Хазард Перри»
Фрега́ты ти́па «О́ливер Ха́зард Пе́рри» (англ. Oliver Hazard Perry-class frigates) — тип фрегатов УРО (носителей управляемого ракетного оружия), строившихся в США в 1975—1989 годах, и являвшихся одним из самых многочисленных типов боевых кораблей ВМС США после Второй мировой войны. Головной корабль данного типа назван в честь коммодора Оливера Хазарда Перри, американского флотоводца.
Наряду с основным типом фрегатов американской постройки, а также их турецкой модернизацией (фрегаты типа G), дополнительно велось строительство иностранных модификаций:
- типа «Аделаида» (строились в США и Австралии в 1977—1993 годах);
- типа «Санта Мария» (строились в Испании в 1982—1994 годах);
- типа «Ченг Кунг» (строились в Китайской Республике в 1990—2001 годах).

## История строительства
Фрегаты типа «Оливер Хазард Перри» были разработаны исходя из требований ВМФ США на океанский эскортный корабль, способный осуществлять противолодочную и противовоздушную оборону транспортных конвоев, амфибийных соединений и противолодочных групп. Предшествующие крупносерийные фрегаты типа «Нокс» имели только ЗРК самообороны ближнего радиуса действия и не могли выполнять задачу противовоздушной обороны океанских конвоев от атаки противокорабельных ракет или самолётов противника. Имеющиеся же эсминцы были слишком дорогими для обеспечения требуемого массового производства, и кроме того, не соответствовали требованиям к универсальности (старые модели эсминцев не имели вертолетной площадки, новые же «Спрюэнсы», помимо стоимости, не имели дальнобойной ПВО).
Фрегаты типа «Перри» стали вторыми в ВМФ США серийными кораблями с газотурбинной силовой установкой. Серия из 51 корабля была построена в период с 1977 по 1989 год: еще 20 кораблей были построены по лицензии в Австралии, Испании и на Тайване. Первые корабли имели длину корпуса 136 метров, но последующие были удлинены на два метра, с целью увеличения габаритов ангара для размещения более крупных вертолетов. Благодаря оснащению дальнобойным ЗРК «Стандарт» и БИУС NTDS (Naval Tactical Data System), корабли считались вполне пригодными для участия не только в эскортных операциях, но и непосредственно в боевых столкновениях с противником.
В настоящее время, на 12 октября 2008 г. фрегаты УРО типа «Оливер Хазард Перри» состоят на вооружении 8 государств мира: США (20 + 10 ед.), Китайской Республики (8 ед.), Турции (8 + 2 ед.), Испании (6 ед.), Австралии (6 ед.), Египта (4 ед.), Польши (2 ед.) и Бахрейна (1 ед.).
ВМФ США последовательно выводит из состава своего флота эти фрегаты, планируя в перспективе заменить их литторальными боевыми кораблями LCS в качестве океанских эскортов. Однако, в настоящее время фрегаты списываются значительно быстрее чем вводятся в строй LCS, что создает слабое место в эскортных силах американского флота.

## Стоимость программы
На 30 сентября 1978 г. общая стоимость программы, заключающейся в строительстве 52 кораблей типа «Оливер Хазард Перри», согласно оценкам министерства обороны США составляла в ценах 1978 г. сумму равную 10,1 млрд. $

## Конструкция
Фрегаты УРО типа «Оливер Хазард Перри» — монокорпусные корабли, стальной корпус выполнен по продольной системе набора, надстройка изготовлена из алюминия.

## Вооружение

### Зенитное ракетное вооружение
Основу противовоздушного вооружения кораблей составлял зенитный комплекс «Стандарт», рассчитанный на стрельбу ракетами средней дальности RIM-66 SM-1MR. Запуски ракет осуществлялись с носовой однобалочной скорострельной пусковой установки Mk 13: темп перезарядки установки составлял один выстрел в восемь секунд. Боезапас из сорока ракет хранился в двух вращающихся барабанах, расположенных один внутри другого. Внешний барабан вмещал 24 ракеты, внутренний — 16.
Наведение ракет осуществлялось с помощью СУО Mk-92 «Tartar», целеуказание выполнял единственный радар AN/SPG-51, расположенный на подставке в центре надстройки. Таким образом, одновременно могло быть атаковано не более одной цели, хотя и неограниченным количеством ракет. Возможности комплекса обеспечивали поражение воздушных целей на дистанции до 50-75 километров, в зависимости от модификации используемой ракеты.
В связи со списанием в 2000-х устаревших зенитных ракет RIM-66 SM-1MR, и высокой стоимостью модернизации под новые ракеты SM-2MR, ВМФ США принял решение демонтировать пусковую установку со всех своих фрегатов. Тем самым, возможности кораблей были сведены де-факто к противолодочной обороне и самообороне от воздушного нападения.

### Противокорабельное вооружение
Хотя фрегаты «Оливер Хазард Перри» не предназначались для ведения боя с надводным противником (так как рассматривались в первую очередь как океанские эскорты) они, тем не менее, могли использовать противокорабельные ракеты RGM-84 «Harpoon». Ракеты при этом заряжались в барабанные магазины носовой пусковой установки Mk 13 вместо части зенитных ракет, и запускались с балки. Промежутки между запусками ПКР в результате были несколько больше, чем в обычных контейнерных установках.
Также зенитные ракеты SM-1MR могли использоваться для поражения надводных целей в пределах радиогоризонта.

### Артиллерийское вооружение
Артиллерийским вооружением фрегатов типа «Оливер Хазард Перри» является артустановка OTO Melara калибром 76 миллиметров, производимая по лицензии итальянской фирмы. Это компактное скорострельное орудие обеспечивает темп огня до 85 выстрелов в минуту, что делает его более удобным для целей противовоздушной обороны, чем 127-миллиметровые орудия, но при этом легкий снаряд пушки практически не способен эффективно поражать крупные корабли и наземные объекты.
Так как носовая часть корабля занята пусковой установкой зенитных ракет, а кормовая — вертолетной палубой, для артустановки было предложено необычное размещение на крыше надстройки, почти в центре корпуса фрегата. В результате, установка де-факто имеет сектора обстрела только по бортам: носовой сектор обстрела блокируется мачтой, кормовой — дымовой трубой фрегата. Как следствие, эффективность установки ограничена.
Дополнительное зенитное вооружение фрегата составляет ЗУ «Вулкан-Фаланкс», смонтированная на крыше надстройки между вертолетными ангарами фрегата. Установка предназначена для дострела прорывающихся к кораблю летательных аппаратов и противокорабельных ракет: однако, по техническим причинам, сектор её обстрела существенно ограничен и не контролирует носовые ракурсы (что стало одной из причин инцидента с поражением фрегата «Старк»).

### Противолодочное вооружение
Противолодочное вооружение фрегатов состоит из двух строенных 324-мм торпедных аппаратов Mark 32, ориентированных преимущественно на самооборону. Из-за нехватки веса и места на палубе, корабли не оснащены противолодочными ракето-торпедами ASROC, которые ставились на предшествующие американские фрегаты.

### Авиационное вооружение
Для своих небольших габаритов, фрегаты типа «Оливер Хазард Перри» имели очень мощное авиационное оснащение. Их кормовая часть была полностью занята летной площадкой, а в задней части надстройки, бок о бок располагались два ангара для вертолетов. Первые корабли (короткокорпусные) несли многоцелевые вертолеты Kaman UH-2 Seasprite, в то время как более поздние имели удлиненный корпус и увеличенные ангары специально для возможности базирования двух более совершенных Sikorsky SH-60 Seahawk.
Основной задачей вертолетов является противолодочная оборона сопровождаемого фрегатом конвоя, спасательные и транспортные операции. Для этой цели вертолеты оснащаются противолодочными торпедами, глубинными бомбами и сбрасываемыми гидроакустическими буями. Ограниченно, вертолеты могут также применяться для нанесения ударов по кораблям (без мощной ПВО) и наземным объектам при помощи ПКР AGM-119 «Penguin» и ракет AGM-114 Hellfire.

## Модификации

### Австралийские фрегаты
Шесть фрегатов типа «Аделаида» (англ. Adelaide-class frigates) первоначально соответствовали оригинальному американскому проекту. Три из них были построены как «короткие» фрегаты, но в дальнейшем модернизированы с увеличением длины корпуса.
В 1990-х четыре фрегата поздней постройки прошли интенсивную модернизацию СУО и вооружения. В ходе таковой, впереди пусковой установки Mk 13 была смонтирована контейнерная вертикальная пусковая Mk 41 на восемь ячеек. Они использовались для размещения зенитных ракет ближнего радиуса действия RIM-162 ESSM. По четыре ракеты заряжаются в каждую ячейку пусковой, радикально усиливая противовоздушную оборону фрегатов на дистанциях до 50 км.
Два первых корабля проекта не прошли модернизацию по экономическим причинам, и были списаны в 2008 году.

### Испанские фрегаты
Шесть испанских фрегатов типа «Санта Мария» (исп. Clase Santa María) отличаются от прототипа только установкой ЗАК Meroka вместо «Вулкан-Фаланкс» и деталями радиоэлектронного оснащения, более адаптированного к поражению низколетящих целей.

### Фрегаты Китайской Республики
Восемь фрегатов ВМС Китайской Республики типа «Ченг Кунг» (кит. 成功級巡防艦, англ. Cheng Kung-class frigates) были построены по образцу «Оливер Хазард Перри» в 1993—2004 годах. Их основным назначением предполагалось обеспечение противовоздушной обороны соединений ВМС Китайской Республики от авиации КНР и крылатых ракет.
Первоначально предполагалось, что только два фрегата будут построены по исходному проекту. Остальные должны были быть специализированными фрегатами противовоздушной обороны, оснащенными адаптированной версией БИУС AEGIS и вертикальными пусковыми установками. Из-за высокой стоимости проекта и сложности получения спецификаций на AEGIS, число модернизированных фрегатов в планах непрерывно сокращалось: от первоначального «2 стандартных + 6 модернизированных» флот в итоге перешел к плану «4 + 4», затем к «6 + 2», и наконец — «7 + 1». В 2000 году программа оснащения фрегатов AEGIS была вообще отменена из-за большой стоимости, высокого технического риска. В качестве замены, ВМС Китайской Республики получил возможность приобрести четыре американских эсминца типа «Кидд».
Наличные фрегаты ВМС Китайской Республики практически не отличаются от прототипа в основных элементах. Их противовоздушное вооружение было дополнено установкой двух 40-мм орудий «Бофорс» L70. Существенно усилено было противокорабельное вооружение фрегатов, состоящее из восьми ПКР в контейнерных пусковых установках: обычной конфигурацией являются четыре дозвуковые противокорабельные ракеты «Сюнфэн 2Е» и четыре сверхзвуковые противокорабельные ракеты «Сюнфэн 3».

### Турецкие фрегаты
В 1997—2003 Турция получила восемь «короткокорпусных» фрегатов типа «Оливер Хазард Перри» из резерва американского флота. Ввиду моральной и технической устарелости кораблей, было принято решение подвергнуть их масштабной модернизации по программе GENESIS . Модернизация включала капитальную замену электроники кораблей, усовершенствование их вооружения и приведение систем в соответствие с стандартами Турции.
В ходе модернизации, корабли были оснащены новой БИУС GENESIS (тур. Gemi Entegre Savaş İdare Sistemi) — высокоэффективной полностью автоматической системой, способной отслеживать и идентифицировать до 1000 целей одновременно. Радиолокационное оснащение фрегатов было заменено новой трёхкоординатной РЛС SMART-S, голландского производства, способной обнаруживать воздушные цели на дистанции до 250 километров. Также корабли получили новый поисковый сонар большого радиуса действия.
Вооружение кораблей было (аналогично австралийским типа «Аделаида») дополнено вертикальной пусковой установкой Mk 41 на восемь ячеек, установленной в носовой части перед балочной пусковой Mk 13. Пусковая используется для размещения ракет RIM-162 ESSM, существенно расширяя возможности фрегата по ближней противовоздушной обороне и поражению низколетящих ракет. Взлётно-посадочные площадки на корме фрегатов были адаптированы для того, чтобы оперировать вертолётами S-70 «Seahawk».
Первый фрегат типа G (тур. G sınıfı fırkateyn, как стали называться модернизированные фрегаты в турецком флоте) был принят в состав ВМФ в 2007 году, последний — в 2011. На данный момент восемь фрегатов типа G составляют основу дальней противовоздушной обороны турецкого флота, так как ни один другой турецкий корабль не способен нести дальнобойные ракеты SM-1MR.

## Служба

### Конструктивный облик фрегатов
- Средиземное море, 4 июня 2006 г.

### Вооружение корабля
- Автомат заряжания артустановки Otobreda на фрегате УРО FFG-57.

## Список фрегатов проекта
Пентагон готов продать зарубежным военным корабли USS Halyburton (FFG-40), USS Klakring (FFG-42), USS De Wert (FFG-45) и USS Carr (FFG-52). Все эти корабли были выведены из боевого состава ВМС в 2013 и 2014 годах.
| Название                                          | Бортовой номер | Верфь                                                                       | В строю/ Списан | Судьба                                                                            | Официальный сайт |
| Постройки США                                     | Постройки США  | Постройки США                                                               | Постройки США   | Постройки США                                                                     | Постройки США    |
| ------------------------------------------------- | -------------- | --------------------------------------------------------------------------- | --------------- | --------------------------------------------------------------------------------- | ---------------- |
| Oliver Hazard Perry                               | FFG-7          | Bath Iron Works                                                             | 1977—1997       | Утилизирован 21.04.2006                                                           |                  |
| McInerney                                         | FFG-8          | Bath Iron Works                                                             | 1979—2010       | ВМС Пакистана, PNS Alamgir (F-260)                                                |                  |
| Wadsworth                                         | FFG-9          | Todd Shipyards, San Pedro                                                   | 1978—2002       | ВМС Польши, ORP Gen. T. Kościuszko (273)                                          |                  |
| Duncan                                            | FFG-10         | Todd Shipyards, Seattle                                                     | 1980—1994       | Продан Турции. Затоплен в октябре 2017 г.                                         |                  |
| Clark                                             | FFG-11         | Bath Iron Works                                                             | 1980—2000       | ВМС Польши, ORP Gen. K. Pułaski (272)                                             |                  |
| George Philip                                     | FFG-12         | Todd Shipyards, San Pedro                                                   | 1980—2003       | Утилизирован в 2015                                                               |                  |
| Samuel Eliot Morison                              | FFG-13         | Bath Iron Works                                                             | 1980—2002       | ВМС Турции, TCG Gökova (F 496)                                                    |                  |
| Sides                                             | FFG-14         | Todd Shipyards, San Pedro                                                   | 1981—2003       | Утилизирован, демонтаж 25 января 2016 г.                                          |                  |
| Estocin                                           | FFG-15         | Bath Iron Works                                                             | 1981—2003       | ВМС Турции, TCG Göksu (F 497)                                                     |                  |
| Clifton Sprague                                   | FFG-16         | Bath Iron Works                                                             | 1981—1995       | ВМС Турции, TCG Gaziantep (F 490)                                                 |                  |
| построен для Австралии как HMAS Adelaide (FFG 01) | FFG-17         | Todd Shipyards, Seattle                                                     | 1980—2008       | Затоплен 13 апреля 2011                                                           |                  |
| построен для Австралии как HMAS Canberra (FFG 02) | FFG-18         | Todd Shipyards, Seattle                                                     | 1981—2005       | Затоплен 4 октября 2009                                                           |                  |
| John A. Moore                                     | FFG-19         | Todd Shipyards, San Pedro                                                   | 1981—2001       | ВМС Турции, TCG Gediz (F 495)                                                     |                  |
| Antrim                                            | FFG-20         | Todd Shipyards, Seattle                                                     | 1981—1996       | ВМС Турции, TCG Gemlik (F 492)                                                    |                  |
| Flatley                                           | FFG-21         | Bath Iron Works                                                             | 1981—1996       | ВМС Турции, TCG Giresun (F 491)                                                   |                  |
| Fahrion                                           | FFG-22         | Todd Shipyards, Seattle                                                     | 1982—1998       | ВМС Египта, Sharm El-Sheik (F 901)                                                |                  |
| Lewis B. Puller                                   | FFG-23         | Todd Shipyards, San Pedro                                                   | 1982—1998       | ВМС Египта, Toushka (F 906)                                                       |                  |
| Jack Williams                                     | FFG-24         | Bath Iron Works                                                             | 1981—1996       | ВМС Бахрейна, Sabha (90)                                                          |                  |
| Copeland                                          | FFG-25         | Todd Shipyards, San Pedro                                                   | 1982—1996       | ВМС Египта, Mubarak (F 911)                                                       |                  |
| Gallery                                           | FFG-26         | Bath Iron Works                                                             | 1981—1996       | ВМС Египта, Taba (F 916)                                                          |                  |
| Mahlon S. Tisdale                                 | FFG-27         | Todd Shipyards, San Pedro                                                   | 1982—1996       | ВМС Турции, TCG Gökçeada (F 494)                                                  |                  |
| Boone                                             | FFG-28         | Todd Shipyards, Seattle                                                     | 1982—2012       | Затоплен как цель, 7 сентября 2022 г.                                             |                  |
| Stephen W. Groves                                 | FFG-29         | Bath Iron Works                                                             | 1982—2012       | Утилизирован 2021                                                                 |                  |
| Reid                                              | FFG-30         | Todd Shipyards, San Pedro                                                   | 1983—1998       | ВМС Турции, TCG Gelibolu (F 493)                                                  |                  |
| Stark                                             | FFG-31         | Todd Shipyards, Seattle                                                     | 1982—1999       | Утилизирован 21.06.2006                                                           |                  |
| John L. Hall                                      | FFG-32         | Bath Iron Works                                                             | 1982—2012       | В 2022 отбуксирован в Браунсвилль для утилизации                                  |                  |
| Jarrett                                           | FFG-33         | Todd Shipyards, San Pedro                                                   | 1983—2011       | Утилизирован 1 августа 2016 года                                                  |                  |
| Aubrey Fitch                                      | FFG-34         | Bath Iron Works                                                             | 1982—1997       | Утилизирован 19.05.2005                                                           |                  |
| построен для Австралии как HMAS Sydney (FFG 03)   | FFG-35         | Todd Shipyards, Seattle                                                     | 1983—2015       | Выведен из эксплуатации 7 ноября 2015 года. Утилизирован в 2017                   |                  |
| Underwood                                         | FFG-36         | Bath Iron Works                                                             | 1983—2013       | В 2023 отбуксирован в Браунсвилль для утилизации                                  |                  |
| Crommelin                                         | FFG-37         | Todd Shipyards, Seattle                                                     | 1983—2012       | Утилизирован 9 июля 2016 года                                                     |                  |
| Curts                                             | FFG-38         | Todd Shipyards, San Pedro                                                   | 1983—2013       | Выведен из эксплуатации, потоплен 19.09.2020                                      |                  |
| Doyle                                             | FFG-39         | Bath Iron Works                                                             | 1983—2011       | Выведен из эксплуатации, утилизирован SINKEX 2019                                 |                  |
| Halyburton                                        | FFG-40         | Todd Shipyards, Seattle                                                     | 1983—2014       | Выведен из эксплуатации, подлежит продаже за рубеж                                |                  |
| McClusky                                          | FFG-41         | Todd Shipyards, San Pedro                                                   | 1983—2015       | Потоплен в качестве цели 19 июля 2018 года                                        |                  |
| Klakring                                          | FFG-42         | Bath Iron Works                                                             | 1983—2013       | Выведен из эксплуатации, подлежит продаже за рубеж                                |                  |
| Thach                                             | FFG-43         | Todd Shipyards, San Pedro                                                   | 1984—2013       | Потоплен 14.07.2016 г.                                                            |                  |
| построен для Австралии как HMAS Darwin (FFG 04)   | FFG-44         | Todd Shipyards, Seattle                                                     | 1984—2017       | Выведен из эксплуатации 9 декабря 2017 г.                                         |                  |
| Dewert                                            | FFG-45         | Bath Iron Works                                                             | 1983—2014       | Выведен из эксплуатации, подлежит продаже за рубеж                                |                  |
| Rentz                                             | FFG-46         | Todd Shipyards, San Pedro                                                   | 1984—2014       | Потоплен в качестве цели во время Valiant Shield 2016 SINKEX                      |                  |
| Nicholas                                          | FFG-47         | Bath Iron Works                                                             | 1984—2014       | В 2023 отбуксирован в Браунсвилль для утилизации                                  |                  |
| Vandegrift                                        | FFG-48         | Todd Shipyards, Seattle                                                     | 1984—2015       | Уничтожен как цель во время SINKEX Valiant Shield 2022, 17 июня 2022 г.           |                  |
| Robert G. Bradley                                 | FFG-49         | Bath Iron Works                                                             | 1984—2014       | Выведен из эксплуатации 28 марта 2014 года. В 2019 г. продан ВМС Бахрейна.        |                  |
| Taylor                                            | FFG-50         | Bath Iron Works                                                             | 1984—2015       | ВМС Китайской Республики, ROCS Ming Chuan (PFG-1112)                              |                  |
| Gary                                              | FFG-51         | Todd Shipyards, San Pedro                                                   | 1984—2015       | ВМС Китайской Республики, ROCS Feng Jia (PFG-1115)                                |                  |
| Carr                                              | FFG-52         | Todd Shipyards, Seattle                                                     | 1985—2013       | Выведен из эксплуатации, подлежит продаже за рубеж                                |                  |
| Hawes                                             | FFG-53         | Bath Iron Works                                                             | 1985—2010       | в 2021 отбуксирован в Браунсвилль для утилизации                                  |                  |
| Ford                                              | FFG-54         | Todd Shipyards, San Pedro                                                   | 1985—2013       | Потоплен как цель, 1 октября 2019 года                                            |                  |
| Elrod                                             | FFG-55         | Bath Iron Works                                                             | 1985—2015       | Выведен из эксплуатации, подлежит продаже за рубеж                                |                  |
| Simpson                                           | FFG-56         | Bath Iron Works                                                             | 1985—2015       | Выведен из эксплуатации, подлежит продаже за рубеж                                |                  |
| Reuben James                                      | FFG-57         | Todd Shipyards, San Pedro                                                   | 1986—2013       | Уничтожен в качестве цели во время испытания боевой ракеты, 19 января 2016 года   |                  |
| Samuel B. Roberts                                 | FFG-58         | Bath Iron Works                                                             | 1986—2013       | В 2022 отбуксирован в Браунсвилль для утилизации                                  |                  |
| Kauffman                                          | FFG-59         | Bath Iron Works                                                             | 1987—2015       | Выведен из эксплуатации, подлежит продаже за рубеж                                |                  |
| Rodney M. Davis                                   | FFG-60         | Todd Shipyards, San Pedro                                                   | 1987—2015       | Потоплен как цель, 12 июля 2022 г.                                                |                  |
| Ingraham                                          | FFG-61         | Todd Shipyards, San Pedro                                                   | 1989—2014       | Потоплен как цель, 15 августа 2021 г.                                             |                  |
| Австралийской постройки                           |                |                                                                             |                 |                                                                                   |                  |
| Almirante Latorre                                 | FFG 14         | Australian Marine Engineering Consolidated (AMECON), Williamstown, Victoria | 1992—           | Активен. В 2019 г. продан ВМС Чили. Бывший HMAS Melbourne (FFG 05) ВМС Австралии. |                  |
| Capitan Prat                                      | FFG 11         | AMECON, Williamstown, Victoria                                              | 1993—           | Активен. В 2019 г. продан ВМС Чили. Бывший HMAS Newcastle (FFG 06) ВМС Австралии. |                  |
| Испанской постройки                               |                |                                                                             |                 |                                                                                   |                  |
| SPS Santa María                                   | F81            | Bazan, Ferrol                                                               | 1986—           | Активен                                                                           |                  |
| SPS Victoria                                      | F82            | Bazan, Ferrol                                                               | 1987—           | Активен                                                                           |                  |
| SPS Numancia                                      | F83            | Bazan, Ferrol                                                               | 1989—           | Активен                                                                           |                  |
| SPS Reina Sofía                                   | F84            | Bazan, Ferrol                                                               | 1990—           | Активен                                                                           |                  |
| SPS Navarra                                       | F85            | Bazan, Ferrol                                                               | 1994—           | Активен                                                                           |                  |
| SPS Canarias                                      | F86            | Bazan, Ferrol                                                               | 1995—           | Активен                                                                           |                  |
| Тайваньской постройки                             |                |                                                                             |                 |                                                                                   |                  |
| ROCS Cheng Kung                                   | FFG-1101       | China Shipbuilding, Kaohsuing, Taiwan                                       | 1993—           | Активен                                                                           |                  |
| ROCS Cheng Ho                                     | FFG-1103       | China Shipbuilding, Kaohsuing, Taiwan                                       | 1994—           | Активен                                                                           |                  |
| ROCS Chi Kuang                                    | FFG-1105       | China Shipbuilding, Kaohsuing, Taiwan                                       | 1995—           | Активен                                                                           |                  |
| ROCS Yueh Fei                                     | FFG-1106       | China Shipbuilding, Kaohsuing, Taiwan                                       | 1996—           | Активен                                                                           |                  |
| ROCS Tzu I                                        | FFG-1107       | China Shipbuilding, Kaohsuing, Taiwan                                       | 1997—           | Активен                                                                           |                  |
| ROCS Pan Chao                                     | FFG-1108       | China Shipbuilding, Kaohsuing, Taiwan                                       | 1997—           | Активен                                                                           |                  |
| ROCS Chang Chien                                  | FFG-1109       | China Shipbuilding, Kaohsuing, Taiwan                                       | 1998—           | Активен                                                                           |                  |
| ROCS Tian Dan                                     | FFG-1110       | China Shipbuilding, Kaohsuing, Taiwan                                       | 2004—           | Активен                                                                           |                  |